# Joseba Permach
Joseba Jokobe Permach Martin, més conegut com a Joseba Permach, (Sant Sebastià, 1969) és un economista i polític independentista basc, portaveu i dirigent de la formació il·legalitzada Batasuna. Amb anterioritat va ser portaveu i coordinador d'Herri Batasuna (1997-2001), regidor i portaveu d'Herri Batasuna i Euskal Herritarrok en l'ajuntament de Sant Sebastià (1992-2000), així com parlamentari basc entre 2004 i 2005 en les files de Sozialista Abertzaleak.

## Perfil personal
Joseba Permach va néixer a Sant Sebastià (País Basc) en 1969 en el si d'una família que no era d'origen basc, a pesar de la qual cosa es va desenvolupar ideològicament dintre de l'independentisme basc. Durant la seva joventut va ser un atleta de cert nivell, havent arribat a ser campió juvenil de Guipúscoa en els 400 metres llisos. Ha realitzat estudis de ciències econòmiques i està casat. Té fama de treballador i disciplinat, així com de bon orador, tant en castellà com en euskera, qualitat que va fargar en debats radiofònics durant la seva etapa com a representant municipal.

## Carrera política
Va començar jove la seva carrera política. Ja en 1992 es va convertir en regidor d'Herri Batasuna (HB) en l'ajuntament de la ciutat de Sant Sebastià. En 1995, amb només 26 anys, es converteix en el candidat del seu partit a l'ajuntament de Sant Sebastià. Venia a ocupar el lloc al capdavant de la candidatura abertzale que havia deixat la seva companya de coalició Begoña Garmendia, que havia abandonat la coalició HB després de l'atemptat que va acabar aquest mateix any amb la vida del regidor del Partit Popular Gregorio Ordóñez. Respecte a la mort de Gregorio Ordoñez, Permach va dir la següent frase: A Ordóñez no el van matar per ser regidor, sinó per la ideologia que tenia i per militar en el partit que militava.
Per aquell temps, Permach compatilizaba la seva labor política amb els seus estudis de Ciències Econòmiques. A les eleccions del 28 de maig de 1995 és triat regidor a Sant Sebastià. Permach es convertiria en portaveu d'HB en el consistori donostiarra durant el període 1995-1999. Al febrer de 1997, el jutge Baltasar Garzón va ordenar detenir per primera vegada a tota la direcció d'Herri Batasuna (Taula Nacional) per un delicte de col·laboració amb banda armada (al difondre en els tascons gratuïts de propaganda electoral un vídeo de l'organització terrorista ETA). Permach va ser escollit juntament amb Arnaldo Otegi per a exercir com a portaveus d'emergència d'Herri Batasuna, mentre la direcció de la coalició romania empresonada. Els membres de la Taula Nacional d'HB van ser condemnats pel Tribunal Suprem i al desembre de 1997 van ingressar a la presó. A Herri Batasuna va començar un procés per a escollir una Taula Nacional que substituís a l'empresonada, que va culminar el 14 de febrer de 1998 amb la presentació de la nova taula.
Joseba Permach va ser designat Coordinador de la Taula Nacional d'Herri Batasuna i va exercir de coportaveu juntament amb Arnaldo Otegi. Al setembre de 1998 va ser un dels representants d'Herri Batasuna en la signatura del Pacte d'Estella. Amb la constitució de la plataforma electoral Euskal Herritarrok en 1998 en la qual es va integrar Herri Batasuna i la declaració de la Treva d'ETA de 1998, Permach va perdre certa ressonància pública, encara que va seguir exercint com a coordinador d'HB. El 13 de juny de 1999 va ser reelegit regidor a Sant Sebastià sent aquesta vegada el cap visible de la nova plataforma Euskal Herritarrok (successora d'HB) en les eleccions al consistori donostiarra. Va seguir exercint com a portaveu de l'esquerra abertzale en l'ajuntament de Sant Sebastià durant 6 mesos més. A principis de 2000 dimití del seu lloc de regidor, deixa la feina de casa municipal i se centra en la seva labor al capdavant de l'esquerra abertzale. Al febrer de 2000 és de nou triat membre de la Taula Nacional d'Herri Batasuna, repetint en el càrrec de coordinador. El 23 de juny de 2001, Herri Batasuna desapareix formalment i es refundà en un partit polític denominat Batasuna. Permach va ser triat coordinador de la Taula Nacional de Batasuna.

## Perseguit per la justícia espanyola
A mitjan 2002 Batasuna va ser il·legalitzada en virtut de la Llei de Partits espanyola. Permach va ser processat uns mesos més tard, el 21 de novembre de 2002, per un delicte de pertinença a banda armada juntament amb altres persones que formaven part de l'adreça de Batasuna amb perfecte coneixement i abast de la integració d'aquesta en el marc del complex terrorista liderat per ETA(sic). El 16 de gener de 2004 va substituir Araitz Zubimendi com a parlamentari basc dintre del grup parlamentari Sozialista Abertzaleak, en el qual s'havien enquadrat els parlamentaris de l'extinta Batasuna. Alguns mitjans de comunicació van suggerir que d'aquesta forma Batasuna estava blindant Permach enfront de les accions legals que s'estaven duent contra ell, ja que les accions del jutge Garzón van quedar sense efecte al passar a ser Permach una persona aforada.
Quan Permach va deixar el seu càrrec de parlamentari a principis de 2005, el jutge Baltasar Garzón va processar Permach el 28 de febrer de 2005 en el marc del sumari en el qual havia processat ja amb anterioritat el 25 de gener a altres 36 membres de l'adreça de Batasuna per integració en banda terrorista. Segons l'acte de Garzón, Permach era membre d'Ekin, estructura creada per a continuar les funcions de KAS i que a pesar de la il·legalització de Batasuna, va continuar actuant com responsable d'aquesta formació política. El jutge va assenyalar que Permach va intervenir en la creació de l'Assemblea d'Electes d'Euskal Herria (Udalbiltza-Kursaal), que en la causa obra documentació que li acredita com integrant d'un nucli per a la coordinació de l'esquerra abertzale i que ha participat en manifestacions i actes d'homenatge a terroristes, incloses algunes no autoritzades. A més, Permach figura com a imputat pels delictes de reunió il·lícita i exaltació del terrorisme, en les diligències obertes en relació amb l'acte que Batasuna va celebrar el 14 de novembre de 2004 en el velòdrom d'Anoeta (Sant Sebastià) per a presentar la seva nova proposta política. Aquestes causes contra Permach segueixen avui dia obertes sense que hagi cap sentència.
El 25 de febrer de 2007, en Bilbao, Permach va ser detingut durant unes hores després de participar en una manifestació no autoritzada, que va acabar amb disturbis. A pesar que Batasuna és una organització il·legal, Permach sol aparèixer regularment en els mitjans de comunicació com a portaveu d'aquesta organització. El 5 d'octubre de 2007 va ser detingut juntament amb altres membres de la Taula Nacional de Batasuna. Va quedar en presó preventiva fins al 27 de març de 2010, quan va sortir en llibertat sota fiança.